# Arthur Hooper
Arthur Henry Hooper (5 tháng 12 năm 1888 – 22 tháng 12 năm 1963) là một cầu thủ bóng đá người Anh thi đấu ở vị trí tiền đạo thi đấu ở Football League cho Manchester United.

## Thống kê sự nghiệp
| Câu lạc bộ        | Mùa giải       | Giải vô địch                   | Giải vô địch | Giải vô địch | Cúp FA | Cúp FA | Tổng | Tổng |
| Câu lạc bộ        | Mùa giải       | Hạng đấu                       | Trận         | Bàn          | Trận   | Bàn    | Trận | Bàn  |
| ----------------- | -------------- | ------------------------------ | ------------ | ------------ | ------ | ------ | ---- | ---- |
| Manchester United | 1909–10        | First Division                 | 2            | 1            | 0      | 0      | 2    | 1    |
| Manchester United | 1910–11        | First Division                 | 2            | 0            | 0      | 0      | 2    | 0    |
| Manchester United | 1913–14        | First Division                 | 3            | 0            | 0      | 0      | 3    | 0    |
| Manchester United | Tổng           | Tổng                           | 7            | 1            | 0      | 0      | 7    | 1    |
| Crystal Palace    | 1914–15        | Southern League First Division | 18           | 2            | 0      | 0      | 18   | 2    |
| Tổng sự nghiệp    | Tổng sự nghiệp | Tổng sự nghiệp                 | 25           | 3            | 0      | 0      | 25   | 3    |

## Đời sống cá nhân
Hooper phục vụ ở vị trí hạ sĩ ở Trung đoàn Worcestershire trong 14 tháng cuối cùng của Thế chiến thứ nhất, hoạt động tại Polygon Wood, Broodseinde, Poelcappelle và trên mặt trận Ý. Ông bị thương do trúng đạn ở đầu vào ngày 30 tháng 7 năm 1918. Sau khi hồi phục, ông vào Labour Corps và và trở thành company sergeant major hoạt động của 517th Prisoner of War Company. Ông trở lại Anh và được chuyển danh sách dự bị vào tháng 9 năm 1919.